# Alexandre Cloutier
Pour les articles homonymes, voir Cloutier.
Alexandre Cloutier, né le 1er septembre 1977 à Chicoutimi, est un avocat et homme politique canadien.
De 2007 à 2018, il est député de la circonscription de Lac-Saint-Jean à l'Assemblée nationale du Québec sous la bannière du Parti québécois.
Il est ministre délégué aux Affaires extérieures dans le gouvernement Pauline Marois de 2012 à 2014. Pendant la 41e législature, il est porte-parole de l'opposition officielle en matière de justice et pour les communautés nordiques. Il se présente à deux reprises à la direction du Parti québécois (en 2015 et en 2016), sans succès.
Depuis décembre 2022, il est le président de l'Université du Québec

## Biographie
Né le 1er septembre 1977 à Chicoutimi, aujourd'hui un arrondissement urbain de la ville de Saguenay au Québec, Alexandre Cloutier est le fils des enseignants Gilles Cloutier et Lise Duchesne. Il détient un baccalauréat en droit de l’Université d’Ottawa (1999), une maîtrise en droit constitutionnel (LL.M.) de l’Université de Montréal (2003), une maîtrise en droit international public de l’Université de Cambridge (2004) et est membre du Barreau du Québec (depuis 2002).

### Carrière politique
En début de carrière, Alexandre Cloutier est attaché politique du député Stéphan Tremblay de Lac-Saint-Jean—Saguenay à la Chambre des communes du Canada de 2000 à 2001, clerc du juge Charles Gonthier de la Cour suprême du Canada en 2002, avocat en droit constitutionnel et administratif à Montréal en 2003 et chargé de cours à l'Université d'Ottawa en 2004.
Lors de l'élection générale québécoise de 2007, il est élu député de la circonscription de Lac-Saint-Jean à l'Assemblée nationale du Québec, sous les couleurs du Parti québécois.
Il est réélu lors de l'élection générale de 2008 et devient porte-parole de l'opposition officielle en matière d'affaires intergouvernementales canadiennes du 9 janvier 2009 au 26 août 2010.
Réélu à nouveau lors de l'élection générale de 2012, il devient ministre délégué aux Affaires intergouvernementales canadiennes et à la Gouvernance souverainiste du 19 septembre 2012 au 4 décembre 2012, puis ministre délégué aux Affaires intergouvernementales canadiennes, à la Francophonie canadienne et à la Gouvernance souverainiste du 5 décembre 2012 au 6 avril 2014. Il est réélu aux élections de 2014.
Il se présente à la course à la direction du Parti québécois de 2015 pour succéder à Pauline Marois. Il termine en deuxième position avec 29 % des voix, derrière Pierre Karl Péladeau. À la suite de la démission de Péladeau en mai 2016, il se présente à nouveau. À l'issue de la course à la direction de 2016, il termine une nouvelle fois en deuxième position avec 32 %, derrière Jean-François Lisée.
Alexandre Cloutier ne sollicite pas d'autre mandat à l'Assemblée nationale lors de l'élection du 1er octobre 2018.

### Carrière professionnelle
Il est nommé vice-recteur aux partenariats, aux affaires internationales et autochtones de l'Université du Québec à Chicoutimi en août 2018.
Le 23 mars 2021, il est publiquement désigné comme président de la Commission scientifique et technique indépendante sur la reconnaissance de la liberté académique dans le milieu universitaire. La Commission avait pour mandat de rédiger une proposition d’orientations gouvernementales sur la liberté académique en milieu universitaire et de déterminer le meilleur véhicule pour reconnaître celle-ci. En plus du rapport publié, les travaux de cette commission ont mené à l’adoption par le gouvernement du Québec de la Loi sur la liberté académique dans le milieu universitaire en 2022.
En décembre 2022, il devient le président de l'Université du Québec.

## Résultats électoraux
|                                                                                               | Nom                          | Parti            | Nombre de voix | %      | Maj.  |
| --------------------------------------------------------------------------------------------- | ---------------------------- | ---------------- | -------------- | ------ | ----- |
|                                                                                               | Alexandre Cloutier (sortant) | Parti québécois  | 13 159         | 44,5 % | 4 828 |
|                                                                                               | Pascal Gagnon                | Libéral          | 8 331          | 28,2 % | -     |
|                                                                                               | Élise Marchildon             | Coalition avenir | 5 412          | 18,3 % | -     |
|                                                                                               | Frédérick Plamondon          | Québec solidaire | 1 872          | 6,3 %  | -     |
|                                                                                               | Francis Dubé                 | Parti nul        | 318            | 1,1 %  | -     |
|                                                                                               | Yann Lavoie                  | Conservateur     | 235            | 0,8 %  | -     |
|                                                                                               | Sabrina Fauteux-Aïmola       | Option nationale | 222            | 0,8 %  | -     |
| Total                                                                                         | Total                        | Total            | 29 549         | 100 %  |       |
| Le taux de participation lors de l'élection était de 69,8 % et 500 bulletins ont été rejetés. |                              |                  |                |        |       |

|                                                                                               | Nom                          | Parti            | Nombre de voix | %      | Maj.  |
| --------------------------------------------------------------------------------------------- | ---------------------------- | ---------------- | -------------- | ------ | ----- |
|                                                                                               | Alexandre Cloutier (sortant) | Parti québécois  | 16 972         | 53,1 % | 9 268 |
|                                                                                               | Michel Simard                | Coalition avenir | 7 704          | 24,1 % | -     |
|                                                                                               | Jeannot Boulianne            | Libéral          | 5 270          | 16,5 % | -     |
|                                                                                               | Frédérick Plamondon          | Québec solidaire | 1 214          | 3,8 %  | -     |
|                                                                                               | Jordan Racine                | Option nationale | 323            | 1 %    | -     |
|                                                                                               | France Bergeron              | Vert             | 275            | 0,9 %  | -     |
|                                                                                               | Matthew Babin                | Bloc pot         | 200            | 0,6 %  | -     |
| Total                                                                                         | Total                        | Total            | 31 958         | 100 %  |       |
| Le taux de participation lors de l'élection était de 75,5 % et 310 bulletins ont été rejetés. |                              |                  |                |        |       |

|                                                                                               | Nom                          | Parti               | Nombre de voix | %      | Maj.  |
| --------------------------------------------------------------------------------------------- | ---------------------------- | ------------------- | -------------- | ------ | ----- |
|                                                                                               | Alexandre Cloutier (sortant) | Parti québécois     | 14 536         | 55,6 % | 6 711 |
|                                                                                               | Pierre Simard                | Libéral             | 7 825          | 29,9 % | -     |
|                                                                                               | Sylvain Carbonneau           | Action démocratique | 2 764          | 10,6 % | -     |
|                                                                                               | Samuel Thivierge             | Québec solidaire    | 527            | 2 %    | -     |
|                                                                                               | France Bergeron              | Vert                | 483            | 1,8 %  | -     |
| Total                                                                                         | Total                        | Total               | 26 135         | 100 %  |       |
| Le taux de participation lors de l'élection était de 63,2 % et 328 bulletins ont été rejetés. |                              |                     |                |        |       |

|                                                                                               | Nom                | Parti               | Nombre de voix | %      | Maj.  |
| --------------------------------------------------------------------------------------------- | ------------------ | ------------------- | -------------- | ------ | ----- |
|                                                                                               | Alexandre Cloutier | Parti québécois     | 14 750         | 46,4 % | 5 575 |
|                                                                                               | Yves Bolduc        | Libéral             | 9 175          | 28,9 % | -     |
|                                                                                               | Eric Girard        | Action démocratique | 6 837          | 21,5 % | -     |
|                                                                                               | Denis Plamondon    | Québec solidaire    | 536            | 1,7 %  | -     |
|                                                                                               | Vital Tremblay     | Vert                | 474            | 1,5 %  | -     |
| Total                                                                                         | Total              | Total               | 31 772         | 100 %  |       |
| Le taux de participation lors de l'élection était de 77,3 % et 229 bulletins ont été rejetés. |                    |                     |                |        |       |